# Kuolimo
Kuolimo eller Kuolimojärvi är en sjö i Finland. Den ligger i kommunerna S:t Michel och Savitaipale i landskapen Södra Savolax och Södra Karelen, i den södra delen av landet, 190 km nordost om huvudstaden Helsingfors. Kuolimo ligger 77 meter över havet. Den är 41,4 meter djup. Arean är 79,1 kvadratkilometer och strandlinjen är 394,65 kilometer lång. Sjön  ingår i Vuoksens huvudavrinningsområde.   I omgivningarna runt Kuolimo växer i huvudsak blandskog. Den sträcker sig 19,6 kilometer i nord-sydlig riktning, och 23,5 kilometer i öst-västlig riktning.
Vid sjön ligger bland annat samhällena Savitaipale med ungefär 4 000 invånare och Suomenniemi med omkring 850. 

## Öar i Kuolimo
De största öarna i Kuolimo är Lehtisensaari (311 ha), Suomensalo (178 ha), Lamposaari (126 ha) och Paassalo (120 ha).

## Övrigt vid Kuolimo
- Kirvesniemi (en udde)
- Kirvesselkä (en vik)
- Vartusjärvi (en sjö)